# Jessica-Jane Clement
Jessica-Jane Clement (Sheffield, 24 februari 1985) is een Engels fotomodel. Van 2006 tot en met 2012 was ze een van de drie presentators van het BBC-programma The Real Hustle, dat door Veronica werd uitgezonden onder de titel 'Oplichters ontmaskerd'.
Clement studeerde drama en werkte soms als model toen ze zich inschreef voor een schoonheidswedstrijd. Door die te winnen kreeg ze haar eerste contract bij een modellenbureau.
Clement verscheen in de Amerikaanse Playboy van augustus 2003 en poseerde sindsdien voor verschillende (niet-porno) mannenbladen, zoals Maxim en Loaded. Ze had rolletjes als actrice in de Britse film Moussaka & Chips en de televisieserie Dream Team (beide uit 2005). Daarnaast verscheen ze in de videoclip van het nummer You and Me van Uniting Nations.